# Sarahs
Sarahs är en ort i provinsen Achal i Turkmenistan. Ortens namn kan även skrivas Saraghs, Serahs, Sarakhs, Saragt eller Serakhs. Den ligger vid gränsen till Iran med tvillingstaden Sarakhs på den iranska sidan.